# 貢氏華燈魚
貢氏華燈鱼（学名：Lepidophanes guentheri）为輻鰭魚綱燈籠魚目灯笼鱼科的其中一種。分布于大西洋熱帶及亞熱帶海域，為深海魚類，棲息深度40-750公尺，體長可達7.8公分。

## 外部連結
貢氏華燈鱼的圖片 （页面存档备份，存于）

## 扩展阅读
維基物種上的相關：貢氏華燈燈鱼